# شهرستان هاوارد، مریلند
شهرستان هَوارد (به انگلیسی: Howard County) شهرستانی واقع در منطقه میانی ایالت مریلند، بین شهرهای بالتیمور و واشنگتن دی.سی. در کشور آمریکا است. شهرستان هوارد بخشی از کلان‌شهر بالتیمور-واشنگتن به‌شمار می‌رود.
از شهرستان هوارد معمولاً به عنوان یکی از شهرستان‌های ثروتمند کشور آمریکا، با سطح زندگی بالا و دارای مدرسه‌های برجسته نام برده می‌شود. بر اساس میانگین درآمد سالانه ساکنان، شهرستان هوارد سومین شهرستان ثروتمند آمریکا بین سال‌های ۲۰۰۶ تا ۲۰۰۸ بوده است. مرکز شهرستان هوارد الیکات سیتی است و مراکز جمعیتی اصلی شهرستان در اطراف شهرهای کلمبیا و الیکات سیتی متمرکزند. بر اساس سرشماری سال ۲۰۰۰، جمعیت شهرستان ۲۴۷٬۸۴۲ نفر است.